# Kreis Eilenburg
Der Kreis Eilenburg war ein Landkreis im Bezirk Leipzig der DDR. Von 1990 bis 1994 bestand er als Landkreis Eilenburg im Regierungsbezirk Leipzig in Sachsen fort. Sein Gebiet liegt heute im Landkreis Nordsachsen. Der Sitz der Kreisverwaltung befand sich in Eilenburg.

## Geografie
Der Kreis Eilenburg war nach dem Kreis Torgau mit 489 km² der flächenmäßig zweitgrößte im Bezirk. Hiervon wurden 1985 334 km² landwirtschaftlich genutzt, 128 km² des Kreisgebietes waren bewaldet.

### Lage
Der Landkreis lag beiderseits der Mulde im nördlichen Teil des Bezirks Leipzig.

### Nachbarkreise
Der Kreis Eilenburg grenzte im Uhrzeigersinn im Norden beginnend an die Kreise Gräfenhainichen und Wittenberg (Bezirk Halle), Torgau, Wurzen, Leipzig-Land, Delitzsch (Bezirk Leipzig) und Bitterfeld (Bezirk Halle).

### Naturraum
Der Kreis umfasste den Nordosten der Leipziger Tieflandsbucht und einen Teil des Nordsächsischen Heidelandes. Im Norden in der Prell- und Noitzscher Heide sowie östlich der Mulde in der Dübener Heide wuchsen größtenteils Nadelwälder. Das übrige Kreisgebiet gehörte zu den Lehmplatten der Leipziger Tieflandsbucht. Südlich von Eilenburg in der Endmoränenlandschaft von Taucha befand sich mit dem 160 m hohen Heidenberg die höchste Erhebung des Landkreises. Prell- und Noitzscher Heide, der Kämmereiforst westlich von Eilenburg und die Muldenaue standen unter Landschaftsschutz.

## Geschichte
Durch das Gesetz über die weitere Demokratisierung des Aufbaus und der Arbeitsweise der staatlichen Organe in den Länder in der Deutschen Demokratischen Republik vom 23. Juli 1952 kam es in den noch bestehenden fünf Ländern der DDR zu einer umfangreichen Kreisreform. So wurden am 25. Juli 1952 die Länder aufgelöst und 14 Bezirke eingerichtet. Hierbei wurden traditionelle Kreise aufgelöst oder in kleinere Kreise gegliedert, wobei es auch über die Grenzen der ehemaligen 5 Länder hinweg zu Gebietsänderungen kam. Der Kreis Eilenburg – aus Gemeinden der Kreise Delitzsch, Torgau und Bitterfeld gebildet – wurde dem Bezirk Leipzig zugeordnet, Kreissitz wurde die Stadt Eilenburg.
Der Kreis wurde 1952 aus folgenden Gemeinden gebildet:
- 32 Gemeinden aus dem Landkreis Delitzsch:

Battaune, Doberschütz, Eilenburg, Gallen, Glaucha, Gotha, Groitzsch, Gruna, Hainichen, Hohenprießnitz, Jesewitz, Kollau, Kospa, Krippehna, Laußig, Liemehna, Mölbitz, Mörtitz, Naundorf, Paschwitz, Pehritzsch, Pressen, Pristäblich, Rödgen, Schnaditz, Sprotta, Tiefensee, Wedelwitz, Wellaune, Wöllnau, Wölpern und Zschepplin;
- 6 Gemeinden aus dem Landkreis Torgau:

Falkenberg, Pressel, Schöna, Strelln, Wildenhain und Wildschütz;
- 4 Gemeinden aus dem Landkreis Bitterfeld:

Authausen, Durchwehna, Görschlitz und Kossa.
Durch Umgliederungen über Kreisgrenzen und Gemeindegebietsveränderungen sank die Zahl der Gemeinden von anfänglich 42 bis auf 26 bei Auflösung des Kreises Ende Juli 1994:
- 4. Dezember 1952 Umgliederung der Stadt Bad Düben vom Kreis Gräfenhainichen in den Kreis Eilenburg
- 4. Dezember 1952 Umgliederung von Audenhain, Mockrehna und Roitzsch aus dem Kreis Torgau in den Kreis Eilenburg
- 4. Dezember 1952 Umgliederung von Kollau in den Kreis Wurzen
- 1. April 1953 Umgliederung von Falkenberg und Roitzsch aus dem Kreis Eilenburg in den Kreis Torgau
- 1. April 1953 Umgliederung von Gräfendorf aus dem Kreis Torgau in den Kreis Eilenburg
- 11. Oktober 1965 Zusammenschluss von Kospa und Pressen zu Kospa-Pressen
- 1. Oktober 1972 Eingliederung von Groitzsch in Gotha
- 1. Oktober 1972 Eingliederung von Rödgen in Naundorf
- 1. Januar 1973 Eingliederung von Pristäblich in Laußig
- 1. Januar 1973 Eingliederung von Mölbitz in Paschwitz
- 1. Januar 1974 Eingliederung von Hainichen und Wedelwitz in die Stadt Eilenburg
- 1. Januar 1974 Eingliederung von Wölpern in Jesewitz
- 1. Januar 1974 Eingliederung von Durchwehna in Kossa
- 1. Januar 1974 Eingliederung von Gruna in Laußig
- 1. Januar 1974 Eingliederung von Gallen in Liemehna
- 1. Januar 1974 Eingliederung von Görschlitz in Pressel
- 14. März 1990 Ausgliederung von Krippehna aus Naundorf
- 1. Januar 1993 Eingliederung von Wellaune in die Stadt Bad Düben
- 1. März 1994 Rückgliederung von Audenhain aus dem Kreis Eilenburg in den Landkreis Torgau
- 1. März 1994 Eingliederung von Gotha, Liemehna und Pehritzsch in Jesewitz

Am 17. Mai 1990 wurde der Kreis in Landkreis Eilenburg umbenannt. Zur Wiedervereinigung wurde der Kreis durch das Ländereinführungsgesetz dem wiedergegründeten Land Sachsen zugesprochen. Bei der ersten sächsischen Kreisgebietsreform wurde er am 1. August 1994 auf die Kreise Delitzsch (21 Gemeinden) und Torgau-Oschatz (5 Gemeinden) aufgeteilt.
Einwohnerentwicklung
| fortgeschriebene Bevölkerung (am Jahresende) | fortgeschriebene Bevölkerung (am Jahresende) |                   | Volkszählungsergebnisse | Volkszählungsergebnisse |
| 1950                                         | 52.200                                       | 29. Oktober 1946  | 57.639                  |                         |
| 1955                                         | 49.600                                       | 31. August 1950   | 53.042                  |                         |
| 1960                                         | 49.235                                       | 31. Dezember 1964 | 50.924                  |                         |
| 1965                                         | 51.301                                       | 1. Januar 1971    | 51.933                  |                         |
| 1970                                         | 51.657                                       | 31. Dezember 1981 | 51.810                  |                         |
| 1975                                         | 52.841                                       |                   |                         |                         |
| 1980                                         | 52.255                                       |                   |                         |                         |
| 1985                                         | 51.871                                       |                   |                         |                         |
| 1990                                         | 48.397                                       |                   |                         |                         |

## Städte und Gemeinden
Einwohnerzahl per 30. Juni 1990
| Städte 1. Bad Düben (8.863) 2. Eilenburg (20.993) | Gemeinden 1. Battaune (363) 2. Audenhain (1.092) 3. Authausen (561) 4. Doberschütz (1.144) 5. Glaucha (339) 6. Gotha (386) 7. Hohenprießnitz (953) 8. Jesewitz (1.057) 9. Kospa-Pressen (722) | 1. Krippehna 2. Kossa (788) 3. Laußig (2.548) 4. Liemehna (574) 5. Mockrehna (1.717) 6. Mörtitz (665) 7. Naundorf (1.268) 8. Paschwitz (540) 9. Pehritzsch (386) 10. Pressel (1.055) | 1. Schnaditz (287) 2. Schöna (322) 3. Sprotta (881) 4. Strelln (540) 5. Tiefensee (294) 6. Wellaune (245) 7. Wildenhain (477) 8. Wildschütz (424) 9. Wöllnau (319) 10. Zschepplin (765) |

## Wirtschaft

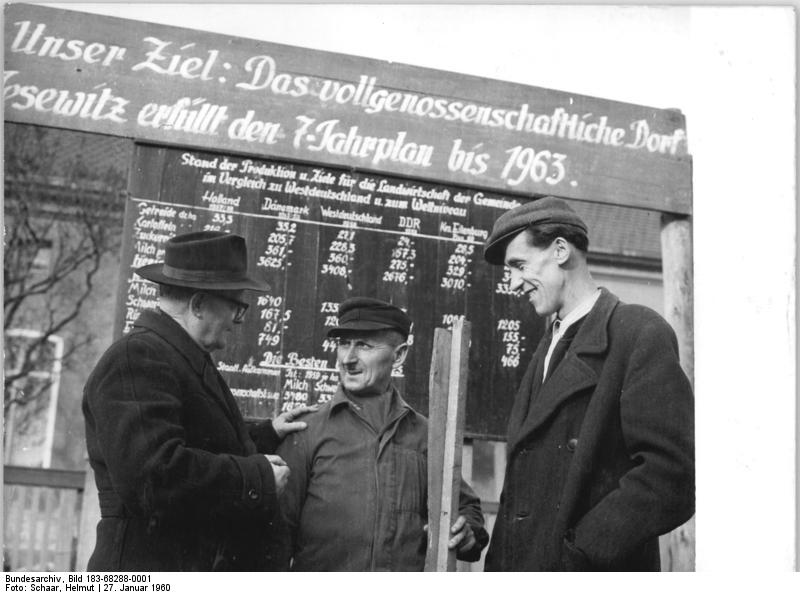
Bauern vor der Leistungstafel der LPG in Jesewitz; der Produktionsplan für 1960 soll überboten werden (27. Januar 1960)

Die Industriestandorte des überwiegend agrarisch geprägten Kreises lagen in der Kreisstadt (VEB Eilenburger Chemiewerk, VEB Eilenburger Baustoffmaschinenwerk, VEB Dermatoid), in Bad Düben (VEB Werkzeugmaschinenfabrik) und in Laußig (Gas- und Spannbetonwerk). 1959 war der Kreis Eilenburg der erste Kreis in der DDR, dessen Bauern ausschließlich in Landwirtschaftlichen Produktionsgenossenschaften organisiert waren. Seinerzeit wurde der Begriff des „ersten vollgenossenschaftlichen Kreises der DDR“ geprägt.
Hauptanbaufrüchte waren Weizen, Kartoffeln und Futterpflanzen.
Erwerbstätigkeit
| Beschäftigte 1985 (in Prozent)      | Beschäftigte 1985 (in Prozent) |
| ----------------------------------- | ------------------------------ |
| Industrie                           | 35,6                           |
| Landwirtschaft                      | 21,5                           |
| Bauwirtschaft                       | 4,8                            |
| Verkehrs-, Post- und Fernmeldewesen | 6,9                            |
| Handel                              | 9,2                            |
| Sonstige                            | 22,0                           |
| Insgesamt                           | 100                            |

Krankenhäuser
- Kreiskrankenhaus Eilenburg
- Waldkrankenhaus Bad Düben

## Verkehr

### Straßennetz
Die Fernverkehrsstraßen F 2 und F 87 stellten die wichtigsten Verkehrsadern dar. Die Länge der Fernverkehrsstraßen im Kreisgebiet betrug 90 Kilometer, die der Landstraßen 158 Kilometer und die der kommunalen Straßen 600 Kilometer.
Den Kreis Eilenburg durchzogen fünf Fernverkehrsstraßen:
- Eilenburg lag an der F 87 (Frankfurt (Oder)–Leipzig–Ilmenau) und der F 107 (Karl-Marx-Stadt–Pritzwalk).
- Bad Düben lag an der F 2 (Berlin–Leipzig–Gera–Innerdeutsche Grenze) und der F 183 (Köthen–Bad Liebenwerda). Außerdem führte die F 183a (nach Brehna) durchs Kreisgebiet.

### Schienennetz
Der Kreis Eilenburg verfügte über ein etwa 68 Kilometer langes, von der Deutschen Reichsbahn betriebenes Schienennetz. Folgende Kursbuchstrecken (KBS) führten durch den Kreis:
- Leipzig – Eilenburg – Cottbus (KBS 210) (Bahnstrecke Leipzig–Eilenburg)
- Eilenburg – Halle (Saale) (KBS 216) (Bahnstrecke Halle–Cottbus)
- Eilenburg – Lutherstadt Wittenberg (KBS 215) (Bahnstrecke Pretzsch–Eilenburg)
- Eilenburg – Wurzen (KBS 503, Personenverkehr 1978 eingestellt) (Bahnstrecke Eilenburg–Wurzen)

Alle vier Strecken trafen sich im Bahnhof Eilenburg. Die beiden erstgenannten wurden in den 1980er Jahren elektrifiziert.
Weiterhin führte eine in den 1980er Jahren für militärische Zwecke angelegte, eingleisige Strecke nördlich an Eilenburg vorbei. Sie zweigte beim Haltepunkt Mörtitz von der Strecke Eilenburg–Wittenberg ab, endete an der Mulde (im Kriegsfall sollte dort eine Behelfsbrücke gebaut werden, die dazugehörigen Elemente lagerten in der Nähe), und führte vom westlichen Muldeufer weiter zur Einmündung in die Strecke Eilenburg–Halle bei Kospa.
Zudem gab es Werksbahnen, von denen die des Eilenburger Chemiewerkes die ausgedehntesten Gleisanlagen hatte.

## Kfz-Kennzeichen
Nach 1952 erhielten die im Kreis zugelassenen Fahrzeuge Kennzeichen mit dem Anfangsbuchstaben S und U (wie im gesamten Bezirk Leipzig). Den Kraftfahrzeugen (mit Ausnahme der Motorräder) und Anhängern wurden von etwa 1974 bis Ende 1990 dreibuchstabige Unterscheidungszeichen, die mit dem Buchstabenpaar SH begannen, zugewiesen. Die letzte für Motorräder genutzte Kennzeichenserie war UA 50-01 bis UA 80-00.
Anfang 1991 erhielt der Landkreis das Unterscheidungszeichen EB. Es wurde bis zum 31. Juli 1994 ausgegeben. Seit dem 9. November 2012 ist es im Landkreis Nordsachsen wieder erhältlich.